# Віїле-Течій
Віїле-Течій (рум. Viile Tecii) — село у повіті Бистриця-Несеуд в Румунії. Входить до складу комуни Тяка.
Село розташоване на відстані 306 км на північний захід від Бухареста, 21 км на південь від Бистриці, 68 км на схід від Клуж-Напоки.

## Населення
За даними перепису населення 2002 року у селі проживали 1074 особи.
Національний склад населення села:
| Національність | Кількість осіб | Відсоток |
| -------------- | -------------- | -------- |
| цигани         | 535            | 49,8%    |
| румуни         | 493            | 45,9%    |
| угорці         | 37             | 3,4%     |
| німці          | 9              | 0,8%     |

Рідною мовою назвали:
| Мова      | Кількість осіб | Відсоток |
| --------- | -------------- | -------- |
| румунська | 792            | 73,7%    |
| циганська | 243            | 22,6%    |
| угорська  | 30             | 2,8%     |
| німецька  | 9              | 0,8%     |